# Горова Тамара Корніївна
Горова Тамара Корніївна (нар. 27 травня 1948, м. Вознесенськ Кормянського району Гомельської обл., СРСР) — фахівець у галузі рослинництва (селекції), академік НААН України, доктор сільськогосподарських наук, професор.

## Наукова діяльність
Закінчила Харківський національний університет імені В. Н. Каразіна (1975). З 1972 року працює в Інституту овочівництва і баштанництва НААН України, займаючи такі посади:
- 1972—1984 рр. - старший лаборант, молодший науковий співробітник;
- 1984—1998 рр. - старший науковий співробітник, завідувач лабораторії;
- 1998—2000 рр. - завідувач відділу;
- 2000—2001 рр. - заступник директора з наукової роботи;
- 2001 р.- директор Інституту овочівництва і баштанництва НААН України;
- 2004 р. - завідувач лабораторії селекції коренеплідних і малопоширених рослин;
- 2009 р. - головний науковий співробітник лабораторії селекції коренеплідних і малопоширених рослин.

У 1982 році захистила дисертаційну роботу на тему «Исходный материал для селекции салата в лесостепной зоне Украины», здобувши науковий ступінь кандидата сільськогосподарських наук. Вчене звання старшого наукового співробітника присвоєно у 1992 році.
У 1995 році в Національному аграрному університеті, успішно захистивши докторську дисертацію на тему «Ефективність методів селекції коренеплідних і зеленних овочевих рослин», здобула науковий ступінь доктора сільськогосподарських наук. У 1999 році обрана членом-кореспондентом, а у 2002 році — дійсним членом (академіком) НААН України.
Наукова діяльність Тамари Корніївни Горової спрямована на вирішення теоретичних питань щодо формування генофонду овочевих культур, визначення мінливості їхніх класифікаційних ознак та виявлення генетичних джерел для створення нових конкурентоспроможних, стійких проти хвороб, з високим адаптивним потенціалом сортів і гібридів Б1 із застосуванням біотехнологічних методів, генно- і клітинно-інженерних технологій. Розробляє методи прискорення добору вихідного матеріалу та селекційного процесу. Співавторка понад 50-ти сортів та гібридів коренеплідних і малопоширених рослин: моркви (Ранок F1, Дарунок F1, Чумак F1, Оленка, Яскрава, Кримчанка), буряків столових (Дій, Багряний), редиски (Базис, Богиня, Ксенія, Катруся), петрушки кучерявої (Харків’янка), пастернаку посівного (Петрик), селери (Іванко), нігели (Іволга), салату (Вклад, Годар, Сніжинка) тощо.
Автор понад 480 наукових праць, у тому числі 8 монографій. Отримала 15 патентів на винаходи та 4 на сорти, 60 авторських свідоцтв і 14 свідоцтв про реєстрацію зразків у генбанку України. Керівник 11 дисертаційних робіт на здобуття наукового ступеня кандидата наук.

## Відзнаки та нагороди
- Диплом та срібна медаль ВДНГ, нагрудний знак «Винахідник СРСР» (1986 р.).
- Премія НАН України імені В. Я. Юр'єва (1995 р.).
- Лауреат регіонального рейтингу «Харків'янин — 2001» (2001 р.).
- Людина року-2003 м. Мерефи (2003 р.).
- Почесна відзнака НААН України (2008 р.).
- Почесна грамота Верховної Ради України (2018 р.).
- Нагороджена почесними грамотами НААН України, НАН України, Державної комісії з випробування та охорони сортів рослин, подяками обласної і районної держадміністрацій, іменним годинником.